# Козар Сергій Федорович
Сергі́й Фе́дорович Ко́зар — український науковець; доктор сільськогосподарських наук, професор.

## З життєпису
2000 — кандидат сільськогосподарських наук. 2019 — доктор сільськогосподарських наук, старший науковий співробітник. Заступник директора з наукової роботи, завідувач лабораторії Інституту сільськогосподарської мікробіології та агропромислового виробництва НААН України; професор.
Серед робіт:
- «Мікробні препарати у землеробстві. Теорія і практика», 2006; співавтори Волкогон Віталій Васильович, Ковалевська Тетяна Михайлівна, Любов М. Токмакова, Є. П. Копилов, Надкернична Олена Володимирівна, Юрій Миколайович Халеп
- «Методологія і практика використання мікробних препаратів у технологіях вирощування сільськогосподарських культур»; 2011, колектив авторів — він та Волкогон Віталій Васильович, Заришняк Анатолій Семенович, Гриник Ігор Володимирович, Бердников Олександр Михайлович, Центило Леонід Васильович, О. В. Надкернична, Москаленко Анатолій Михайлович, Любов М. Токмакова, Степан Петрович Надкерничний, Копилов Євген Павлович, Мельничук Тетяна Миколаївна, М. К. Шерстобоєв, Дімова Світлана Борисівна, Ковалевська Тетяна Михайлівна, Крутило Дмитро Валерійович, Волкогон Катерина Іванівна, Пищур Іван Миколайович, Халеп Юрій Миколайович, С. В. Дідович, Цвей Ярослав Петрович, Євтушенко (Жеребор) Тетяна Анатоліївна, М. С. Комок, В. С. Воробей, О. В. Доценко, О. М. Григор'єва, Волчовська-Козак Олександра Євгенівна, В. І. Нагорний, О. М. Мурач.